# Provinz Medea
Die Provinz Medea (arabisch ولاية المدية, DMG Wilāyat al-Madiyya, tamazight ⴰⴳⴻⵣⴷⵓ ⵏ ⵎⴷⵉⵢⵢⴰ Agezdu n Mdiyya) ist eine Provinz (wilaya) im nördlichen Algerien.
Die Provinz liegt südlich von Algier im Atlasgebirge und hat eine Fläche von 8330 km². Rund 733.000 Menschen (Schätzung 2006) bewohnen die Provinz, die Bevölkerungsdichte beträgt somit 88 Einwohner pro Quadratkilometer. Die Hauptstadt der Provinz ist Medea.

## Geographie
Alle Gemeinden von Medea:
Medea, Ain el-dhab, Rezarza, Ouzera, Benhaddou, Tizi Mahdi, Draa Essamar, Tamesguida, Oued Harbil, El Hamdania, Benchicao, Ouamri, Si Mahdjoub, Bouaichoune, Ouled Bouachra, Hannacha, Berrouaghia, Mhadjbia, Sidi Nadji, El Omaria, Sidi Salem, Ouled Brahim, Khams Djouamaa, Sidi Naamane, Zoubiria, Rebaia, Merabtine, Ksar el Boukhari, Ain Tletat, Boghar, Medjebar, Saneg, Oum el Djallil, Chahbounia, Bouaiche, Boughzoul, Aziz, Kherba Siouf, Derrag, Ouled Hellal, Ain Dalia, Beni Slimane, Ahl Chaaba, Sidi Errabia, Djouab, Bir ben Laabed, Hakimia, Tamda, Boudkene, Ouled Larbi, Sidi Ziane, Sidi Zahar, Ain Boucif, Sidi Damed, Benia, Chelalet Adhaoura, Cheniguel, Tafraout, Ain Ouksir, Tlalet Eddouar, Seghouane, Oum el Adham, Bir Messaoud, El Ouinet, Tablat, Deux Bassins, Seriat, El Azizia, Maarik el Malah, Meghraoua, Sedraia, Mihoub, Aissaouia, Bouchrahil, Baata.

## Tourismus
In der Provinz befinden sich verschiedene Tourismusattraktionen:
- Der Palast des Prinzen Abd el-Kader
- Das Kloster von Tibhirine
- Verschiedene Gärten
- Wintersportorte

## Klima
Hochland; kontinentales Klima; die Provinz befindet sich in Höhe von 950 Metern über dem Meeresspiegel